# Iris Rosenberger
Iris Rosenberger (türkisch İris Rosenberger; * 26. Oktober 1985 in Traunstein) ist eine deutsch-türkische Schwimmerin. Sie schwamm mit ihrer Zwillingsschwester Jasmin Rosenberger in Deutschland in der Bundesligamannschaft des Ersten Münchner SC. In der Türkei startet sie für Fenerbahçe Istanbul.
Sie ist mehrfache türkische Meisterin über 50 und 100 m Delphin. 2007 nahm sie über 50 und 100 m Delphin an den Weltmeisterschaften in Melbourne teil. Bei den deutschen Meisterschaften 2008 in Berlin erreichte sie als Sechste über 100 m Delphin das Olympialimit des türkischen Schwimmverbandes. Bei den Olympischen Spielen 2008 in Peking erreichte sie einen 4. Platz in ihrem Vorlauf.